# Karl Steiner (Künstler, 1902)
Karl Steiner (* 24. Juli 1902 in Neunkirchen, Niederösterreich; † 1. Juli 1981 in Bourg-Blanc, Frankreich) war österreichischer Maler und Bildhauer. Karl Steiners Kunst zählt zur klassischen Moderne und ist geprägt von kräftigen Farben und von Einflüssen der Neuen Sachlichkeit.

## Leben
Karl Steiner  wurde als ältester von vier Brüdern einer Arbeiterfamilie geboren. Mit 14 Jahren begann er das Schlosserhandwerk zu erlernen. Bereits in dieser Zeit entstanden erste Mal- und Zeichenversuche autodidaktischer Natur. Nach seiner Schlosserlehre studierte er von 1922 bis 1923 bei Eugen Steinhof an der Wiener Kunstgewerbeschule in der Meisterklasse. Danach studierte und arbeitete Steiner bis 1928 in Paris an der Académie Moderne im Umfeld von Fernand Léger, Amédée Ozenfant sowie Le Corbusier. Dieses Umfeld beeinflusste Steiners Werk, was in seinen für Österreich revolutionären, dem Purismus und dem Konstruktivismus verpflichteten Arbeiten zum Ausdruck kommt. Dieses Frühwerk Steiners wird von strengen, mediterran beeinflussten Form- und Farbabstraktionen bestimmt. Im Jahre 1925 errang Steiner den Grand Prix der Exposition des Arts decoratifs für eine abstrakte Skulptur. 1929 schloss er sein Studium an der Kunstgewerbeschule in Wien ab, wo er unter anderem von Adolf Michael Boehm, Anton von Kenner, Alfred Roller und Oskar Strnad unterrichtet worden war. Er gründete in Neukirchen ein Reklamebüro. 1939 nahm er an mehreren Ausschreibungen teil und gewann einen Preis im Plakatwettbewerb der Stadt Wien. 
Im März 1938 geriet er in Konflikt mit österreichischen Nationalsozialisten. Nach dem Anschluss Österreichs wurde Steiner verhaftet. Nach seiner Freilassung stand er unter ständiger Beobachtung durch die Gestapo. Vom Jahre 1938 an wandte er sich nahezu ausschließlich religiösen Themen zu, vor allem der Geheimen Offenbarung des Johannes und dem Versuch, Engel darzustellen. Von 1941 bis 1945 wurde er mit einem Berufsverbot belegt. 1944 wurde Steiner neuerlich verhaftet und zu Schanzarbeiten entlang des Ostwalls im Burgenland verpflichtet. Im Schutz des Stiftes Heiligenkreuz überlebte Steiner. Seit dieser Zeit verband ihn eine Freundschaft mit dem damaligen Prior und späteren Abt Karl Braunstorfer, der später auch die Trauung Steiners mit seiner Frau Marianne Singer vollzog. Der Zisterzienserpater Ferdinand Bruckner wurde ihm zum geistlichen Berater. Zahlreiche Arbeiten für das Stift Heiligenkreuz bezeugen die Symbiose Steiners mit dem Kloster.
Nach dem Zweiten Weltkrieg, im Jahre 1945, nahm er seine künstlerische Tätigkeit wieder auf. Er gründete den Steinfelder Künstlerbund, dem er bis 1980 vorstand. In dieser Zeit standen vor allem große Projekte im sakralen Bereich im Vordergrund: Dazu zählen unter anderem die Apsis und der Kreuzweg in der Kirche zu Alland, Fresken und Drahtplastiken in Wiener Kirchen, die Glasfenster in der katholischen und evangelischen Kirche von Ternitz, Kupferarbeiten in Schiltern bei Seebenstein, Glasfenster in Stuppach und Natschbach-Loipersbach sowie 1949 die Fassade des Rathauses von Neunkirchen. Parallel dazu entstanden Engelsversionen auf Papier. 
Im Jahre 1979 siedelte Steiner in die Bretagne/Frankreich über, wo eine intensive mystische Schaffensperiode begann. Steiner fand zu einer visionären Bildsprache. Unmittelbar vor seinem Tode 1981 kehrte er, wie in Trance arbeitend, zuweilen zu den Formen seiner Jugend zurück. Seine letzten beiden Arbeiten auf Papier waren der „Schmerzensmann“ und die „Mater dolorosa“.

## Karl Steiner und Marianne „My“ Ullmann
Für seine Biografie von entscheidender Bedeutung ist die Beziehung Karl Steiners zur „My“ genannten Marianne Ullmann in den 30er Jahren. Die beiden pflegten zudem einen intensiven philosophischen und religiösen Gedankenaustausch, der das Frauenbild Karl Steiners bis zu seinem Tode prägte. Als Gegenbild zur mondänen und erfolgsorientierten „My“ bestand auch eine Verehrung für die paraguayische Diplomatentochter Ingrid Wiengreen, die später ermordet wurde. Der plötzliche Abbruch der Beziehung erfolgte Anfang 1937. Das traf Steiner stark. Das daraus entstandene künstlerische Werk Steiners ist ein Doppelportrait. Dieses Doppelportrait illustriert die Ambivalenz in Steiners Frauenbild: auf der einen Seite die dunkelhaarige Ingrid Wiengreen, die ermordete Engelsgestalt, auf der zweiten Seite die blonde „My“ im grünen Kleid, welche er von da an bis zu seinem Tode als todbringende „Isais“ aus Gustav Meyrinks Roman „Der Engel vom westlichen Fenster“ sah.

## Werke

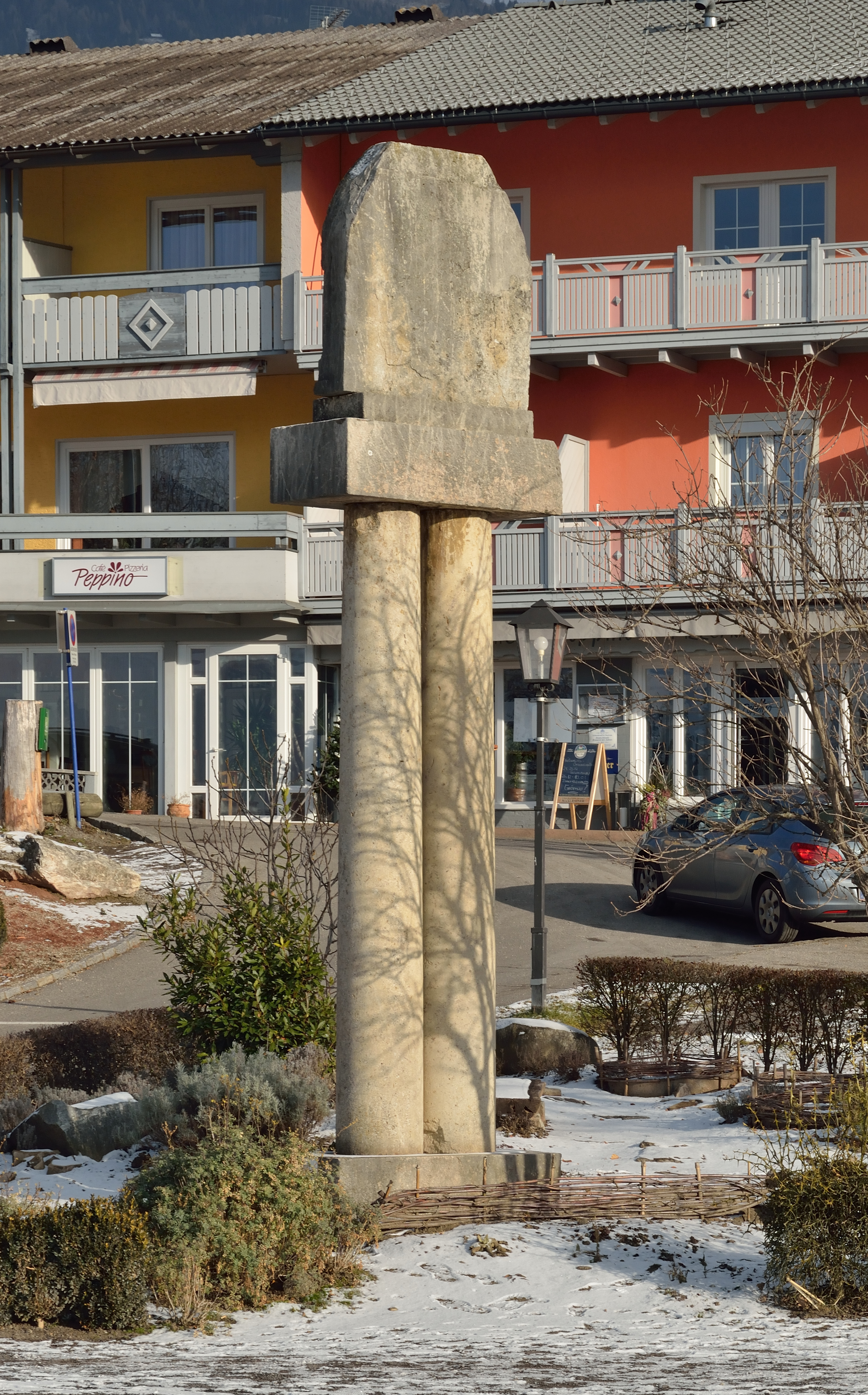
„Moses“ von Karl Steiner in Millstatt am See

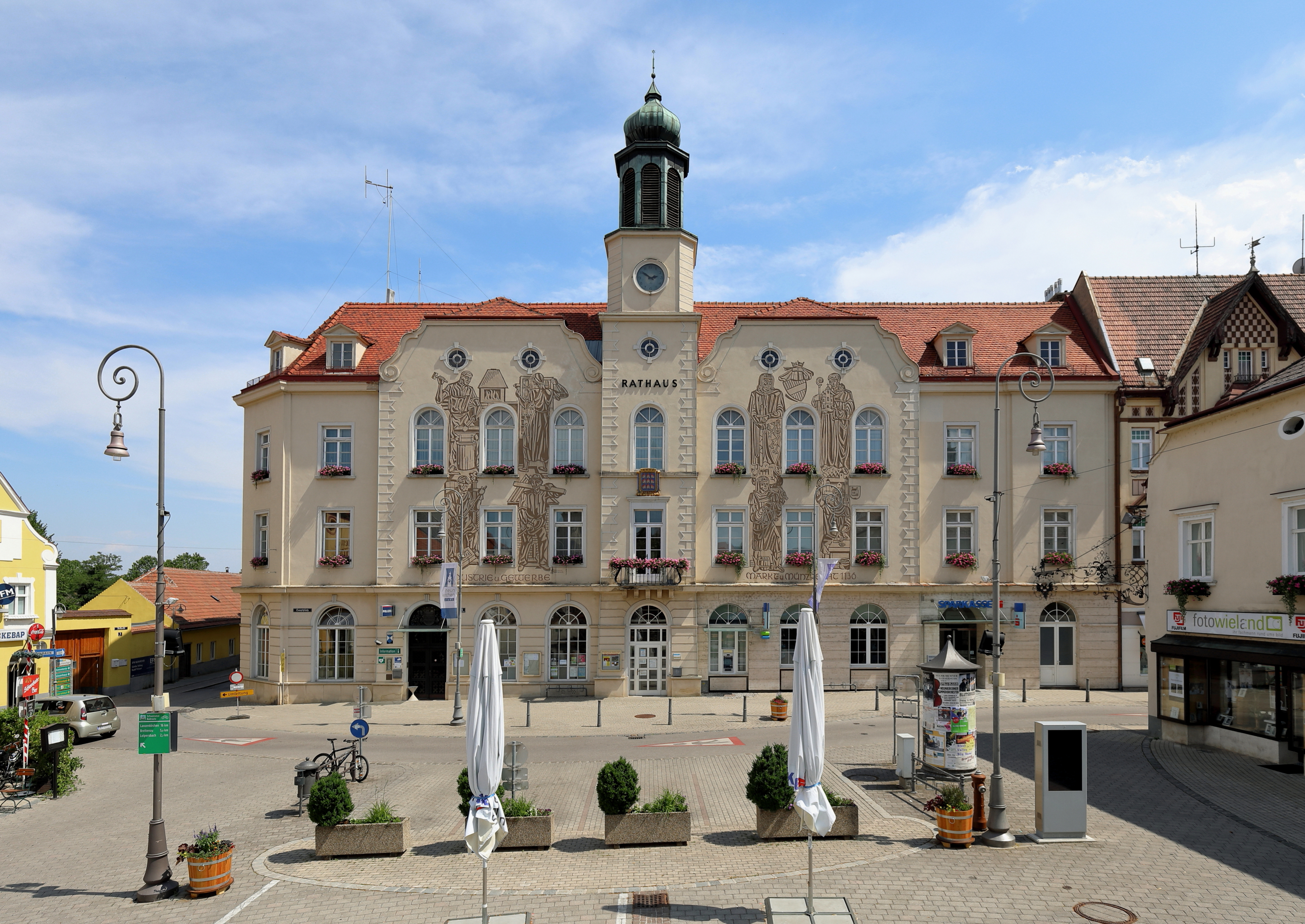
Sgraffito am Rathaus von Neunkirchen; gemeinsam mit Fritz Weninger (1948/1950)

Steiners Kunst zählt zur klassischen Moderne und ist geprägt von kräftigen Farben und von Einflüssen der Neuen Sachlichkeit. Sein Werk besteht aus Skulpturen, Plastiken, Gobelins Drahtplastiken, Fresken, Glasfenster für Kirchen, Kupferarbeiten, Keramiken, sowie unzähligen Arbeiten auf Papier und Leinwand.
- 1947/1948 Pfarrkirche Alland, Wandmalerei Abendmahl im Chor, Kreuzweg im Mittelschiff, Sgraffitodekor in der Taufkapelle[3]
- 1948/1950 Rathaus Neunkirchen mit Fritz Weninger monumentales Sgraffitodekor und Darstellung Industrie und Gewerbe, Markt- und Münzrecht[3]
- 1951 Dr.-Karl-Renner-Hof in Wimpassing im Schwarzatale Sgraffito 4 Jahreszeiten[3]
- 1958/1959 Marien-Dankes-Kirche Wartmannstetten Glasmalerei und Kreuzweg[3]
- 1959 Stadtpfarrkirche Ternitz Glasbänder Glaubensbekenntnis und die 12 Apostel[3]
- 1959/1961 Filialkirche hl. Florian in Stuppach in Gloggnitz Glasmalerei Georg und Florian[3]
- 1964 Evang. Lukaskirche in Ternitz Glasfenster Hauptstücke von Luthers Katechismus sowie die Patriarchen Noah, Abraham und Moses[3]
- 1968 Pfarrkindergarten Pottschach Mosaiken Schöpfungsgeschichte und Welt des Kindes[3]
- 1978/1979 Nebengebäude Stift Heiligenkreuz Mosaik des Klosters mit der Pfarrkirche[3]

## Ausstellungen
- 1992: Museum Niederösterreich, St. Pölten
- 2011: Stift Heiligenkreuz